# Anna Maria Tilschová
Anna Maria Tilschová (11. listopadu 1873 Praha – 18. června 1957 Dobříš) byla česká prozaička, představitelka mladší vlny české realistické až naturalistické prózy počátku dvacátého století.

## Život
Narodila se v Praze, v prostředí tzv. měšťanské generace. Její otec byl Josef Karel Tilsch, doktor práv a advokát v Praze, matka Roza Tilschová-Urbánková. Matčin otec Ferdinand Urbánek byl obchodník a cukrovarník. S manželem Emanuelem Antonínem Tilschem měla dvě děti: Marii Úlehlovou-Tilschovou a Emanuela Maria Tilsche.
Literární orientace Anny Marie byla ovlivněna realistickým hnutím a náměty čerpala zejména z osobních zkušeností. Určujícím zážitkem byla sebevražda jejího manžela, a později i jejího bratra.
V roce 1947 byla jmenována národní umělkyní. V roce 1953 obdržela Řád práce.
Dvě monografie o ní napsali literární historikové Karel Krejčí (1959) a její přítel Miroslav Heřman (1949).
Zemřela roku 1957 v Dobříši. Pohřbena byla na Olšanských hřbitovech.

## Dílo
Ve své tvorbě chtěla zachytit proces rozkladu rodinných vztahů v měšťanské společnosti, pocit prázdnoty života a další příznaky krize měšťanského světa. Její tvorba se blíží naturalismu, romány se vyznačují podrobným vylíčením prostředí a psychologickými studiemi postav. Jejím největším přínosem je tematické obohacení české literatury, zejména o obraz pražské společnosti.

### Vybraná díla
- Alma mater (rodový román), 1933
- Černá dáma a tři povídky, 1924
- Dědicové, 1924
- Fany, 1915
- Haldy, 1927
- Hoře z lásky
- Hříšnice a jiná próza, 1918
- Matky a dcery
- Na horách, 1905
- Návrat
- Orlí hnízdo (rodový román, o rodině Mánesů), 1942
- Sedmnáct povídek, 1904
- Stará rodina, 1916
- Synové, 1918
- Tři kříže
- U Modrého kohouta
- Vykoupení, 1923 – o Antonínu Slavíčkovi